# Rachel Hunter
Rachel Hunter (født 8. september 1969 i Auckland, New Zealand) er blandt andet kendt som model og skuespiller.

## Biografi
Rachel Hunter begyndte som model da hun var 16 år, og fik så meget opmærksomhed at hun i 1989 blev model for bladet ”Sports Illustrated.” Hun optrådte på mange magasin forsider som for eksempel: Cosmopolitan og Vogue. I 1994 var hun på Sports Illustrateds ”dream team” forside. 
Hun blev betalt ca. 1.8 millioner dollars for at optræde nøgen i Playboy i 2004. Hun lagde også ansigt og krop til Ultimo, et skotsk undertøjsfirma der tidligere havde Penny Lancaster som ansigt. Rachel blev dog erstattet i november 2005 af Helena Christensen.
For at opnå sin drøm om at blive skuespiller tog hun nogle timer hos en skuespiller, og har optrådt i adskillige film som for eksempel ”A walk in the park” fra 1999 og ”Two shades of blue” fra 2000. Hun har også optrådt i musikvideoer. Som i "Stacy’s Mom" af Fountains of Wayne fra 2003. 
Hunter optrådte også i Lingo for kendte, hvor hendes partner Trista Rehn og hende delte 30.000 dollars til fordel for velgørenhed. Hunter er ambassadør for Born Free Foundation (En fund der kæmper for at vilde dyr skal blive i naturen), og dannede for ikke så længe siden Rachel Hunter lowland gorilla fund. (Til fordel for beskyttelse af de truede gorilla)

## Privatliv
I en alder af 21 år blev hun gift med den engelske/ skotske sanger Rod Stewart, det var den 15. december 1990. De blev gift efter en stormfuld 3 måneders romance. Sammen fik de 2 børn. Datteren Renée født den 1 juni 1992, og sønnen Liam født den 4. september 1994. 
I januar 1999 blev Rachel og Rod dog separeret, Rachel søgte om skilsmisse i 2003 men trak det tilbage. Den endelig skilsmisse kom først da Rod sendte papirerne ind, og i november 2006 blev de så endelig skilt. 
Rygtet siger: at det kostede Rod 66 millioner dollars at blive skilt, og han skal betale børnebidrag til Renée og Liam som bor hos hende. Plus at hun beholdte deres fælles hjem i Los Angeles, Californien. 
Efter deres separation blev Rachel kædet sammen med mange andre kendte. Blandt andet: Bruce Willis, Robbie Williams og Tommy Lee. 
I 2004 blev Hunter alvorligt forskrækket da hun fandt en knude i sit bryst. Knuden viste sig dog at være ufarlig. Men Rachel behøvede dog at gå igennem en operation, da problemet var opstået på grund af en blodforgiftning.

## Filmografi
| År   | Titel                              | Rolle                      | Noter                   |
| ---- | ---------------------------------- | -------------------------- | ----------------------- |
| 1998 | Just a Little Harmless Sex         | Marilyn                    |                         |
| 1999 | Two Shades of Blue                 | Susan Price                |                         |
| 1999 | Winding Roads                      | Kelly Simons               |                         |
| 1999 | A Walk in the Park                 | Sallyss søster             |                         |
| 2000 | Tripfall                           | Gina Williams              |                         |
| 2001 | MacArthur Park                     | Karen                      |                         |
| 2001 | Pendulum                           | Amanda Reeve               |                         |
| 2001 | Boys Klub                          | The Goddess                |                         |
| 2001 | Rock Star                          | A.C.'s Wife                |                         |
| 2002 | Redemption of the Ghost            | Gloria                     |                         |
| 2003 | Haunted Lighthouse                 | Rich Widow Feeney          | Kortfilm                |
| 2004 | El padrino                         | Newscaster                 |                         |
| 2005 | You and Your Stupid Mate           | Karen                      |                         |
| 2005 | Freezerburn                        | Holly Hardin               |                         |
| 2006 | Final Move                         | Iris Quarrie               |                         |
| 2006 | I.R.A.: King of Nothing            | British Intelligence Agent |                         |
| 2006 | The Benchwarmers                   | Hot Mother                 |                         |
| 2006 | Ozzie                              | Beth Morton                |                         |
| 2007 | Dead Write                         | Jade                       | Også Associate Producer |
| 2007 | Mexican American                   | Jacqueline                 | Direkte-til-video       |
| 2007 | 7-10 Split                         | Kiropraktor                |                         |
| 2007 | La cucina                          | Jude                       |                         |
| 2009 | Jordon Saffron: Taste This!        | Nikki                      |                         |
| 2010 | The Brazen Bull                    | Detective Vinyec           |                         |
| 2010 | Black Widow                        | Dr. Laura                  |                         |
| 2011 | A Matter of Justice                | Nicole Ibiza               |                         |
| 2013 | The Banksters, Madoff with America | Mimi Mymen                 |                         |
| 2014 | Soul Mates                         | Carly                      |                         |